# Tridactylus galla
Tridactylus galla is een rechtvleugelig insect uit de familie Tridactylidae. De wetenschappelijke naam van deze soort is voor het eerst geldig gepubliceerd in 1895 door Saussure.